# Paranormal Entity
Paranormal Entity – amerykański horror z 2009 r. w reżyserii Shane’a Van Dyke’a.

## Obsada
- Shane Van Dyke jako Thomas Finley
- Erin Marie Hogan jako Samantha Finley
- Fia Perera jako Ellen Finley
- Norman Saleet jako Edgar Lauren

## Opis
W 2008 roku w domu państwa Finney'ów zaczynają dziać się dziwne rzeczy. Rodzina postanawia rejestrować mające miejsce wydarzenia za pomocą kamery wideo. Niedługo po tym wszyscy giną. Nagrany przez nich materiał filmowy prezentuje ostatnie chwile ich życia.